# Pazeh (Sprache)

Verbreitung der Formosa-Sprachen vor der Einwanderung von Han-Chinesen ab dem 17. Jahrhundert

Das Pazeh (auch Pazih) ist eine ausgestorbene Sprache, die vom Volk der Pazeh auf der Insel Taiwan gesprochen wurde. Sie zählt zur Gruppe der Formosa-Sprachen.
Die letzte verbliebene Person, die die Sprache als Muttersprache sprach, war Pan Jin-yu. Sie starb am 24. Oktober 2010 im Alter von 96 Jahren, wodurch die Sprache ausstarb, jedoch gibt es mehrere Personen, die die Sprache als Zweitsprache erworben haben.